# جيورجي غاريتش
جيورجي غاريتش (المجرية والألمانية: György Garics، الكرواتية: Jurica Garić، السلوفاكية: Juraj Garič)، من مواليد 8 مارس 1984 في سومباتهاي في المجر، لاعب كرة قدم نمساوي من أصول كرواتية، مجرية وسلوفاكية.
يلعب مع نادي نابولي الإيطالي منذ عام 2006.
بدأ باللعب مع منتخب النمسا لكرة القدم في عام 2006.

## روابط خارجية
- جيورجي غاريتش على موقع الاتحاد الأوربي (الإنجليزية)
- جيورجي غاريتش على موقع قاعدة بيانات كرة القدم.إي يو (الإنجليزية)
- جيورجي غاريتش على موقع ناشيونال فوتبول تيمز (الإنجليزية)
- جيورجي غاريتش على موقع Soccerway.com (الإنجليزية)
- جيورجي غاريتش على موقع عالم كرة القدم.نت (الإنجليزية)
- جيورجي غاريتش على موقع AS.com (الإسبانية)
- جيورجي غاريتش على موقع GSA (الإنجليزية)